# Медоу-Бридж (Західна Вірджинія)
Медоу-Бридж (англ. Meadow Bridge) — місто (англ. town) в США, в окрузі Фаєтт штату Західна Вірджинія. Населення — 324 особи (2020).

## Географія
Медоу-Бридж розташований за координатами 37°51′42″ пн. ш. 80°51′25″ зх. д. / 37.86167° пн. ш. 80.85694° зх. д. (37.861624, -80.857004).  За даними Бюро перепису населення США в 2010 році місто мало площу 1,05 км², з яких 1,05 км² — суходіл та 0,00 км² — водойми.

## Демографія
Згідно з переписом 2010 року, у місті мешкало 379 осіб у 165 домогосподарствах у складі 97 родин. Густота населення становила 360 осіб/км².  Було 186 помешкань (177/км²).
Расовий склад населення:
| - 99,2 % — білих - 0,3 % — азіатів |

До двох чи більше рас належало 0,3 %. Частка іспаномовних становила 0,3 % від усіх жителів.
За віковим діапазоном населення розподілялося таким чином: 22,7 % — особи молодші 18 років, 54,6 % — особи у віці 18—64 років, 22,7 % — особи у віці 65 років та старші. Медіана віку мешканця становила 42,5 року. На 100 осіб жіночої статі у місті припадало 90,5 чоловіків;  на 100 жінок у віці від 18 років та старших — 84,3 чоловіків також старших 18 років.
Середній дохід на одне домашнє господарство  становив 37 417 доларів США (медіана — 35 192), а середній дохід на одну сім'ю — 41 512 долари (медіана — 35 000). Медіана доходів становила 33 750 доларів для чоловіків та 25 000 доларів для жінок. За межею бідності перебувало 26,1 % осіб, у тому числі 25,8 % дітей у віці до 18 років та 18,6 % осіб у віці 65 років та старших.
Цивільне працевлаштоване населення становило 123 особи. Основні галузі зайнятості: освіта, охорона здоров'я та соціальна допомога — 37,4 %, мистецтво, розваги та відпочинок — 12,2 %, будівництво — 12,2 %.